# Västerbotten, Finland
Västerbotten (finska: Länsipohja eller Länsi-Pohja) är ett område i nordvästra Finland. Det är den del av det ursprungliga landskapet Västerbotten i dåvarande Sverige som kom att ligga på den finska sidan av gränsen efter delningen av Sverige enligt freden i Fredrikshamn år 1809. Senare har Västerbotten på den svenska sidan delats upp i Västerbotten och Norrbotten.
Gränsen mellan de historiska landskapen Västerbotten och Österbotten gick närmast kusten i Kaakamo älv mellan Torne och Kemi älvar, och följde längre norrut ungefär vattendelaren mellan de senare älvarna, medan den nya (och alltjämt gällande) riksgränsen fick gå i Torne älv. Västerbotten i Finland är så att säga östbanken av Torne älv.
Området räknas idag till det finländska landskapet Lappland. Det utgör även den östra delen av Tornedalen.
I området ligger kommunerna:
- Kolari
- Muonio
- Pello
- Torneå
- Övertorneå

Det finska namnet på Västerbotten, Länsipohja, gav namn åt ett tidigare sjukvårdsdistrikt som omfattade Torneå, Övertorneå, Kemi, Keminmaa, Simo och Tervola.